# 張國安 (臺灣)
張國安（1926年12月28日—1997年4月6日）是生於日治台灣臺北州內湖庄（今臺北市內湖區）的企業家，為三陽工業共同創辦人，曾任三陽工業總經理，在離開三陽工業後創辦豐群企業集團。

## 生平
張國安生於臺北內湖的佃農家庭，祖父張丹枝為改善家境從事木炭生意，但因病早逝，並留下許多債務，當時其父張茂己只有19歲。其母郭乖為童養媳。他在家中排行第三，上有兩個姐姐，下有一個弟弟和妹妹。因為家境困苦，大姐出生就被送出去當童養媳，么妹出生後也被送養到其他家庭。歷經南港公學校和松山公學校高等科畢業後，考取台北工業學校機械系後，他也因經濟問題轉至夜間部半工半讀，但仍堅持完成學業。
張國安1942年於台北工專畢業後，先進入剛成立不久的台灣農業機械公司工作，在廠裡遇到一位負責品管的日本課長，大家都很討厭他，唯獨張國安覺得課長的品管觀念很值得學習。後來在三陽公司上班時，就把在此學到的品管觀念帶進三陽公司。
他也曾當過臺北縣內湖鄉公所職員與內湖國小和松山國小教師。
戰後，1947年，黃繼俊創辦慶豐行。1948年，經長輩介紹，張國安進入慶豐行工作，當時慶豐行連同老闆黃繼俊只有三人。在慶豐行開始機車進口生意後，其業績開始上升，黃繼俊與張國安決定由貿易跨入生產製造的領域。1954年，他們合資建立了三陽電機廠，生產腳踏車用電燈。1959年，三陽電機廠規模擴大，改組為三陽電機公司。1961年，三陽電機改組為三陽工業，開始從事機車製造。
1973年，張國安與黃繼俊、柯光述、柯新坤等人共同創辦豐群水產，成為臺灣當時最大漁貨外銷及代理國外漁業補給的公司。此外又成立益群水產，以進行水產加工事業。
張國安長期擔任三陽工業總經理，推動建立其廠房及品牌，使之成為當時臺灣第十大民營製造業企業。1980年，黃繼俊之子黃世惠接任三陽工業董事長。因為與黃世惠在經營方式的意見不同，黃世惠在1986年3月23日的三陽工業董事會中無預警開除了他的總經理職位，並改聘他為高級顧問；其長子張宏嘉也被迫離開三陽工業營業部。
張國安父子離開三陽工業後，專心經營豐群水產，並以其資本進行轉投資，建立了豐群集團。
張國安也是內湖碧山巖和松山慈祐宮的虔誠信徒，雖其秉持做生意不能靠迷信的觀念而未於公司內信奉神明。仍熱心回饋捐獻於碧山巖和慈祐宮建設，至今在仍兩間廟宇捐獻碑文上仍可見他和父母名字。
1997年，張國安因癌症去世，享壽七十二歲。

## 家庭
妻朱彩絹,育有四男一女，長子張宏嘉、次子張宏碩、三子張宏豪、四子張宏杰，長女張昭淳。

## 褒揚令
總統李登輝明令褒揚企業家張國安，褒揚令全文為：
　“企業家張國安，才識宏達，志行卓越。早歲卒業於臺北工業學校，慎思明辨，困學力行。創辦三陽工業公司，引進現代技術，執行科學管理，發展機車、汽車工業，篳路藍縷，卓著績效。而厚植企業丕基，促進科技升級，創新進步，群流共仰。創辦豐群水產公司，並任中華民國鮪魚公會理事長，拓展遠洋漁業，建立國人自有銷售管道，盛績幾冠全球，提振國力極鉅。嗣復投身流通事業，創設富群超商，首開流通商業自動化之新紀元，懋遷有無，平抑物價，造福 群倫，厥功至偉。業餘急公好義，曾任行政院勞工委員會委員、全國工業總會常務理事、商業總會理事等職，全力發展技職教育，培養企管人才，促進勞資關係，維護勞工權益，興利除弊，獻替良多。榮獲中國工程機械學會、管理科學學會等獎章，懋績清徽，譽滿寰宇。遽聞溘逝，軫悼殊深，應予明令褒揚，以示政府篤念耆賢之至意。”

## 著作
1987年出版自傳《歷練：張國安自傳》。
1988年出版《理念》，講述其企業經營理念。
此外又出版了《恐龍為何會消失》，以物競天擇的社會進化論，鼓勵企業與個人應積極進取。

## 外部連結
- 游清淵. . 台灣醒報 Awakening News Networks. 2014-07-02  [2016-11-03]. （原始内容存档于2016-11-04）.
- .   [2016-11-24]. （原始内容存档于2016-11-25）.